# Charles Bruno Blondeau
Charles Bruno Blondeau (22 de março de 1835 - 4 de julho de 1888) foi um político do Quebec, Canadá.
Nascido em Saint-Pascal-de-Kamouraska a leste do Canadá, Charles Blondeau torna-se deputado do Partido Conservador do Canadá na circunscrição federal de Kamouraska em 1882. Seria derrotado em 1887 por Alexis Dessaint, do Partido Liberal do Canadá.